# Ornithophagie

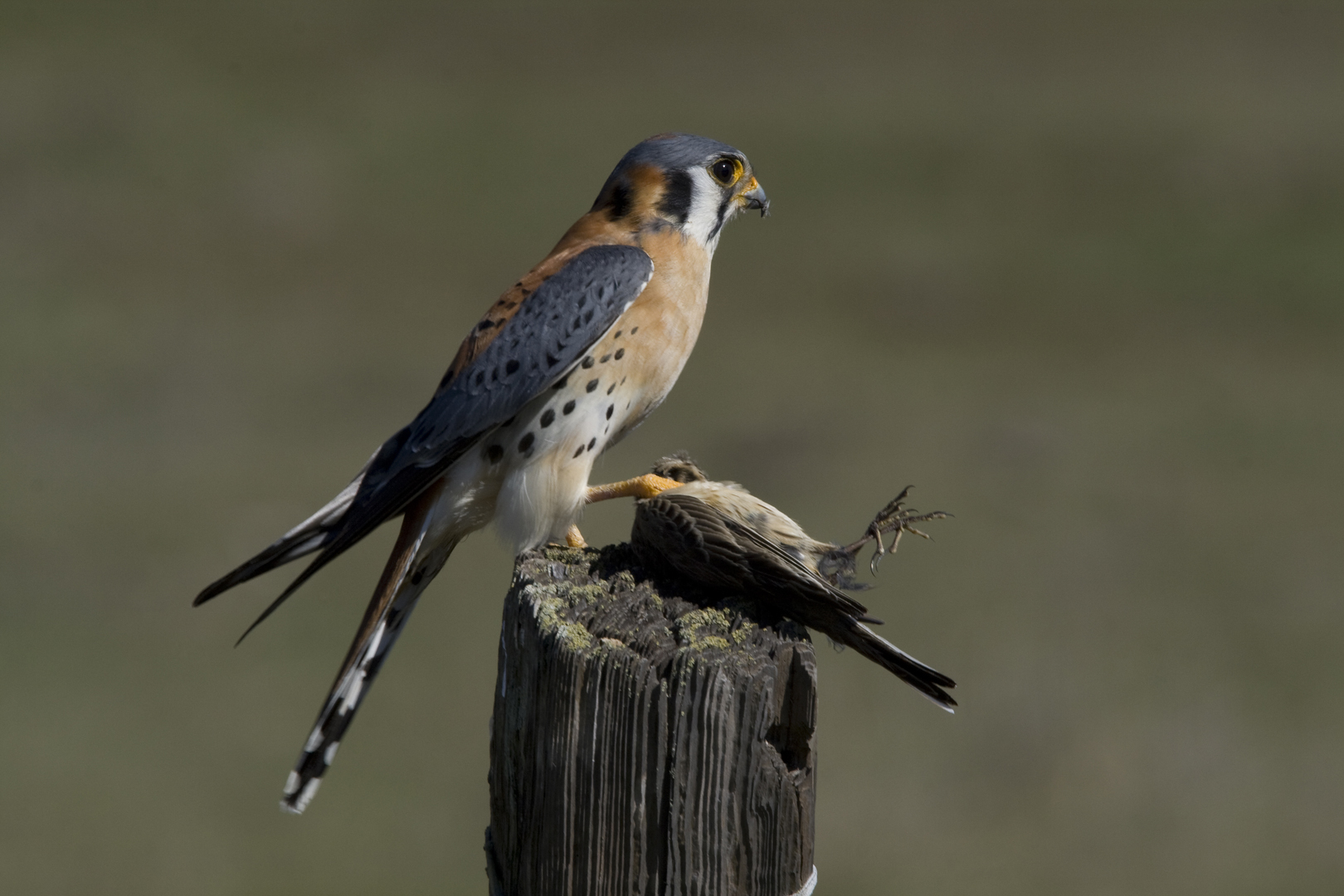
Une crécerelle d'Amérique avec un pipit d'Amérique dans ses griffes.

L’ornithophagie est le fait de capturer et consommer des oiseaux pour se nourrir.

## Oiseaux
Les rapaces ornithophages sont représentés par certains faucons et des espèces de l'ordre des Accipitriformes. Ils se caractérisent par une forme de crâne bien adaptée à la préhension et à l'écrasement par le bec, mais avec un cou peu adapté aux mouvements de torsion. Les rapaces ornithophages tendent également à présenter un dimorphisme sexuel plus important que les autres rapaces, les femelles étant plus grandes que les mâles.
Certains ornithophages aviaires, comme l'Épervier shikra, l'Épervier besra, l'Épervier d'Europe et l'Épervier brun, capturent leurs proies en volant depuis un abri situé dans un arbre ou un buisson, les prenant par surprise. À l'inverse, le Faucon lanier chasse en milieu ouvert en poursuivant ses proies à l'horizontal. Le Faucon aplomado utilise aussi bien l'embuscade que des vols plus longs. Le Faucon pèlerin descend en piqué sur ses proies depuis une grande hauteur et à une vitesse pouvant dépasser les 300 km/h.
L'Aigle de Haast, une espèce fossile de Nouvelle-Zélande, chassait les grandes espèces d'oiseaux incapables de voler de la région, comme le moa.

## Mammifères
Dans certains biotopes, les oiseaux constituent l'essentiel du régime alimentaire de divers carnivores, par exemple les léopards de mer adultes, qui se nourrissent principalement de manchots, le Renard arctique vivant dans les zones côtières où abondent les colonies de guillemots, de pingouins, de goélands et d'autres oiseaux marins, et les hermines de Nouvelle-Zélande, contre lesquelles les oiseaux incapables de voler comme le Takahē et le Kiwi sont sans défense. Parmi les autres mammifères ornithophages qui chassent occasionnellement des oiseaux, on trouve la plupart des carnivores ; un certain nombre de primates, allant des loris et des singes nocturnes aux babouins et aux chimpanzés, en passant par les humains ; les orques ; les opossums et les marsupiaux ; les rats et autres rongeurs ; les hérissons et espèces apparentées, ainsi que les chauves-souris.
Plusieurs espèces de mammifères sont des prédateurs spécialisés d'oiseaux. Le Caracal et le Serval, deux félins de taille moyenne, sont connus pour leur capacité à sauter, ce qui leur permet d'attraper des oiseaux en vol, parfois deux à la fois. Les chats domestiques peuvent parfois se spécialiser dans la chasse aux oiseaux en l'absence d'autres proies. Certains carnivores, dont le Renard roux et les martres, sont connus pour leur surexploitation. Ainsi, Kruuk (1972) a observé que quatre renards roux ont tué 230 mouettes rieuses en une seule nuit dans une colonie sur la côte du Cumberland, mais que moins de trois pourcents d'entre elles présentaient des signes de consommation. On pense que la Grande noctule, la plus grande chauve-souris d'Europe, s'attaque à de petits oiseaux durant leur migration dans le Sud de l'Europe.
De nombreux mammifères, comme les écureuils, les singes et les martres des pins, se nourrissent également d'œufs et de jeunes oiseaux lorsqu'ils en ont l'occasion, c'est-à-dire qu'ils sont ovivore (en).

## Amphibiens
Limnonectes megastomias, une espèce de grenouilles de Thaïlande, se nourrit d'oiseaux et d'insectes.

## Arthropodes
Différents groupes d'arthropodes se sont révélés être des ornithophages occasionnel, les oiseaux ne constituant pas la majorité de leur régime alimentaire et aucun ornithophage strict n'a été découvert parmi dans ce groupe.
La Mygale mangeuse d'oiseaux (Theraphosa blondi) est réputée ornithophage (d'où son nom commun), mais elle chasse rarement les oiseaux,. Cependant, d'autres espèces d'araignées ont été observées consommant les oiseaux qu'elles capturent ; de grandes araignées de la famille des Araneidae ont été observées consommant de petits oiseaux comme des capucins ou des pinsons,. Une espèce de tarentules du genre Avicularia a également été observée consommant un oiseaux.
Cormocephalus coynei, un mille-pattes de Phillip Island en Australie, surnommé en anglais giant bird-eating centipede, le « mille-pattes géant mangeur d'oiseaux », pourrait consommer des poussins de pétrels (Pterodroma nigripennis) avec une consommation globale sur l'ensemble de l'île estimée comprise entre 2 100 à 3 730 oisillons par an. On a émis l'hypothèse que ce mille-pattes a profité de cette niche écologique en l'absence d'autres prédateurs sur l'île,.
Les mantes religieuses (Mantodea) sont bien connues pour capturer et consommer des colibris de masse similaire dont le Colibri à gorge rubis qui est souvent leur proie. Mais d'autres espèces d'oiseaux en sont également les proies comme les fauvettes, les souimangas, les méliphages, les gobe-mouches, les viréos et les rouge-gorges,.
Ces mantes ornithophages sont représentées par les genres suivants : Coptopteryx, Hierodula, Mantis, Miomantis, Polyspilota, Sphodromantis, Stagmatoptera, Stagmomantis et Tenodera.
Un crabe de cocotier (Birgus latro) a été filmé attaquant par surprise un fou à pieds rouges endormi, lui brisant les ailes et le dévorant avec cinq autres crabes de cocotier, sans doute attirés par le vacarme et l'odeur du sang,.